# Léon Vanderkindere
Pour les articles homonymes, voir Vanderkindere.
Ne doit pas être confondu avec Albert Vanderkindere, son père.
Léon Vanderkindere (Léon-Victor-Albert-Joseph), né à Molenbeek-Saint-Jean le 22 février 1842, et mort à Uccle le 9 novembre 1906, est un historien belge, spécialiste de l'histoire médiévale. 

## Biographie
En 1872, il devient professeur à l'université libre de Bruxelles, dont il est, à trois reprises, recteur : en 1880-1881, en 1881-1882 et encore en 1891-1892. Il est membre de la Commission royale d'histoire du 13 février 1884 jusqu'à sa mort.
En tant qu'homme politique, il est conseiller provincial du Brabant de 1880 à 1884 et de 1892 à 1894. Il est également bourgmestre d'Uccle de 1900 jusqu'à sa mort.
Franc-maçon, il est membre de la loge bruxelloise Les Amis philanthropes.

## Raciologie
Léon Vanderkindere sera un des plus éminents raciologues belges. Sa thèse de doctorat, « De la race et de sa part d'influence dans les divers manifestations de l'activité des peuples », fait déjà l'apologie de la race aryenne et tient des thèses antisémites.
Il est aussi l'un des fondateurs de la Société d'Anthropologie de Bruxelles, une société où seront étudiées les "races humaines" sur le modèle de la Société d'Anthropologie de Paris. Cette société collectionnera de nombreux crânes humains, collectés de manière violente dans les colonies belges, principalement de l'État indépendant du Congo.

## Hommage
La place Léon Vanderkindere, à Uccle, porte son nom. Mais la rue Vanderkindere, toujours à Uccle, porte le nom de son père Albert.

## Ouvrages
- De la race et de sa part d'influence dans les divers manifestations de l'activité des peuples, Bruxelles, 1868 (Thèse de doctorat).
- Notice sur l'origine des magistrats communaux et sur l'organisation de la marke dans nos contrées au moyen âge ; Bruxelles, 1874 (Bulletin de l'Académie).
- Le siècle des Artevelde ; Bruxelles, 1879.
- Introduction à l'histoire des institutions de la Belgique au moyen âge. I (périodes celtique, romaine et franque) ; Bruxelles, 1890.
- Les tributaires ou serfs d'église en Belgique au moyen âge ; Bruxelles, 1897.
- La formation territoriale des principautés belges au Moyen Age, t. 1, Bruxelles, H. Lamertin, 1902 (lire en ligne)
- La formation territoriale des principautés belges au Moyen Age, t. 2, Bruxelles, H. Lamertin, 1902, 485 p. (lire en ligne)
- L'université de Bruxelles 1834-1884 . Notice historique ; Bruxelles (P. Weissenbruch), 1884.
- La première phase de l'évolution constitutionnelle des communes flamandes ; in: Annales de l'Est et du Nord, I, 1905.
- La politique communale de Philippe d'Alsace et ses conséquences ; in: Bulletin de l'Académie, 1905.